# Judith Ferstl
Judith Ferstl (* 1989) ist eine österreichische Jazzmusikerin (Kontrabass, Komposition).

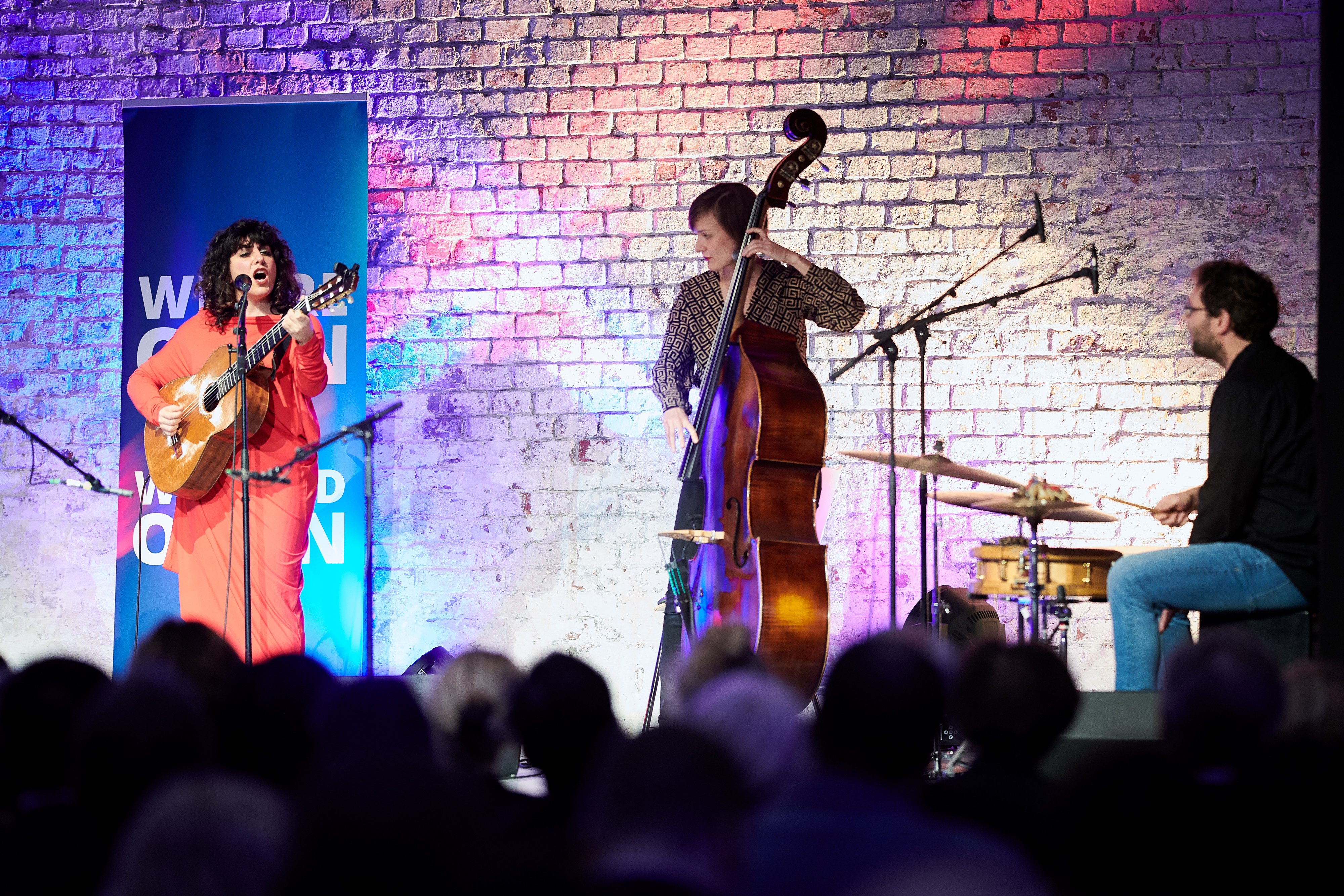
Judith Ferstl (Mitte, mit Golnar Shahyar, links, und András Dés, 2019)

## Leben und Wirken
Ferstl, die in Wiener Neustadt aufwuchs, kam von der klassischen Geige zum Kontrabass. Zwischen 2008 und 2012 studierte sie klassischen und Jazz-Kontrabass an der Musik und Kunst Privatuniversität der Stadt Wien sowie ein Semester an der Königlichen Musikhochschule Stockholm in Stockholm. 2014 schloss sie ihr Jazz-Kontrabass IGP-Studium an der Anton Bruckner Privatuniversität in Linz ab. Von 2014 bis 2019 absolvierte sie ihr Master-Studium Kontrabass Popularmusik an der Universität für Musik und darstellende Kunst Wien.
2012 gründete Ferstl das bis heute bestehende Quartett bzw. Quintett Chuffdrone mit Robert Schröck sowie Lisa Hofmaninger, Jul Dillier und Judith Schwarz, mit dem sie drei Alben veröffentlichte. Daneben leitet sie seit 2016 das Quartett June in October, das aus dem Duo Juneberry mit Sängerin Lucia Leena hervorging und 2021 das songorientierte Album My Feet on Solid Ground vorlegte; 2024 folgte Status Quo. Mit Jul Dillier bildete sie ebenso ein Duo wie mit Angelika Niescier. Zudem arbeitete sie im kollaborativen Quartett Klangzeug Orchester. Daneben wirkt sie in Christian Muthspiels großformatigem Orjazztra (Album Homecoming Live 2022), der Orwa Saleh Band und Merve (um Barbara Maria Neu). Weiterhin ist sie auf Alben mit dem Maria Salamon Quartett, dem Niko Leopold Quartet und Jakob Gnigler zu hören.
Ferstl errang zwei Mal den Bawag P.S.K. Next Generation Jazz Award, 2013 mit Chuffdrone, 2015 mit Gnigler.

## Diskographische Hinweise
- June in October: 2024 Status Quo (Listen Closely, 2024; EP)
- June in October: 2021 My Feet on Solid Ground (Session Work Records, 2021)
- Chuffdrone: actio / re:actio (Jazzwerkstatt Records, 2020)
- Klangzeug Orchester: Stuff (Listen Closely, 2018, mit Lisa Hofmaninger, Lukas Leitner und Sebastian Simsa)
- Juneberry (Freifeld Tonträger 2016, mit Lucia Leena)
- Chuffdrone (jazzwerkstatt records 2015)